# Mistrzostwa Świata w Zapasach 1910
Mistrzostwa Świata w Zapasach 1910 – zawody oficjalne odbyły się w czerwcu 1910 w Düsseldorfie (Cesarstwo Niemieckie), nieoficjalnie zaś mistrzostwa odbyły się w Wiedniu (Cesarstwo Austriackie).

## Styl klasyczny

### Edycja oficjalna
| Konkurencja: | Złoto            | Srebro        | Brąz               |
| ------------ | ---------------- | ------------- | ------------------ |
| -60 kg       | Karl Wernicke    | Uwe Fricker   | Jürgen Christian   |
| -70 kg       | Fritz Altroggen  | H. Bauer      | J. Gelot           |
| -85 kg       | Hermann Buchholz | Fritz Kärcher | Harald Christensen |
| +85 kg       | Gustav Sperling  | Otto Büren    | Søren Jensen       |

#### Tabela medalowa
| Lp. | Państwo              | Złoto | Srebro | Brąz |
| --- | -------------------- | ----- | ------ | ---- |
| 1.  | Cesarstwo Niemieckie | 4     | 4      | 1    |
| 2.  | Dania                | 0     | 0      | 2    |
| 3.  | Holandia             | 0     | 0      | 1    |

### Edycja nieoficjalna
| Kat. wagowa | Złoto           | Srebro       | Brąz               |
| ----------- | --------------- | ------------ | ------------------ |
| -75 kg      | Alois Totuschek | Robert Dirry | Peter Kokotowitsch |
| +75 kg      | Bela Varga      | Josef Rossum | Ludwig Kossuth     |

#### Tabela medalowa
| Państwo           | Złoto | Srebro | Brąz |
| ----------------- | ----- | ------ | ---- |
| Cesarstwo Austrii | 1     | 2      | 2    |
| Węgry             | 1     | –      | –    |